# Rednitz
De Rednitz is een 46 km lange rivier in Frankenland, deelstaat Beieren,  Duitsland die samen met de Pegnitz de Regnitz vormt. Deze stroomt op haar beurt weer via de Main uit in de Rijn.

## Loop
De rivier begint in Georgensgmünd op 342 m hoogte door de samenvloeiing van de Frankische en de Schwabische Rezat.
Van daar stroomt de Rednitz noordwaarts langs Roth, Büchenbach, Rednitzhembach, Penzendorf, Schwabach, Stein, Neurenberg, Oberasbach en Zirndorf naar Fürth, waar hij ten noordwesten van de binnenstad samenvloeit met de uit het oosten komende Pegnitz en zo de Regnitz vormt.

## Milieu
Het Rednitztal is een van de weinige valleien van het Frankenland die sinds de middeleeuwen niet is gewijzigd. Het dal bestaat voornamelijk uit meersen, die al eeuwenlang door een dicht systeem van kanaaltjes en grachten wordt onderhouden, wat drie grasoogsten per jaar toelaat.
Door deze bewerkingsmethode hebben heel wat zeldzame vogels, vissen, reptielen en insecten hier hun leefgebied. Om die reden werd in 2004 het deel van het dal tussen de A 6 en Stein als Europees Natura-2000-gebied geregistreerd.

## Sluizen
- Stuw en sluis bij de Faber-Castell-fabriek bij Stein.
- Stuw en sluis bij de elektriciteitscentrale aan de westrand van Neurenberg
- Stuw en sluis bij de Stadthalle aan de westrand van Fürth

## Zijrivieren
Stroomafwaarts geordend
| Naam                    | Kengetal | Lengte (km) | Hoogte bij de monding | zijde  | plaats monding                    | Opmerking                          |
| ----------------------- | -------- | ----------- | --------------------- | ------ | --------------------------------- | ---------------------------------- |
| Wernsbach               |          | 4,0         | 340,3                 | rechts | bij Georgensgmünd                 |                                    |
| Rummbach                |          | 4,1         | 340,0                 | links  | bij Georgensgmünd-Oberheckenhofen |                                    |
| Mühlbach                |          | 1,8         | 339,0                 | links  | bij Georgensgmünd-Oberheckenhofen |                                    |
| Steinbach               |          | 4,3         | 337,0                 | rechts | bij Roth-Untersteinbach           |                                    |
| Rittersbach             |          | 1,4         | 335,0                 | links  | bij Georgensgmünd-Rittersbach     |                                    |
| Babenbach               |          | 2,5         | 331,0                 | rechts | in Roth                           |                                    |
| Roth                    | 2421400  | 21,18       | 328,0                 | rechts | in Roth                           |                                    |
| Aurach                  | 2421520  | 28,51       | 324,5                 | links  | in Roth                           |                                    |
| Jordan                  |          | 2,2         | 324,4                 | links  | in Büchenbach                     |                                    |
| Stiergraben             |          | 1,6         | 324,3                 | links  | in Büchenbach                     |                                    |
| Brunnbach               | 2421532  | 9,39        | 323,0                 | rechts | bij Roth                          |                                    |
| Finsterbach             | 2421540  | 16,17       | 323,0                 | rechts | bij Büchenbach                    |                                    |
| Mainbach                | 2421552  | 7,19        | 319,0                 | links  | bij Rednitzhembach- Walpersdorf   |                                    |
| Hembach                 | 2421560  | 19,92       | 317,0                 | rechts | bij Rednitzhembach                |                                    |
| Entenbach               |          | 3,20        | 315,0                 | rechts | bij Rednitzhembach                |                                    |
| Schwarzach              | 2421600  | 39,23       | 312,4                 | rechts | Schwarzach bij Schwabach          |                                    |
| Schwabach               | 2421720  | 22,52       | 308,8                 | links  | bij Schwabach                     |                                    |
| Zwieselbach             | 2421732  | 9,30        | 305,0                 | links  | bij Schwabach-Wolkersdorf         |                                    |
| Krottenbach             |          | 1,50        | 303,0                 | links  | bij Neurenberg-Krottenbach        |                                    |
| Eichenwaldgraben        | 2421752  | 7,56        | 298,0                 | rechts | bij Neurenberg-Eibach             |                                    |
| Herbstgraben            |          | 3,70        | 295,0                 | links  | bij Neurenberg-Eibach             |                                    |
| Röthenbacher Landgraben |          | 2,70        | 295,0                 | rechts | bij Stein                         | verbonden met het Main-Donaukanaal |
| Grundbach               | 2421774  | 7,86        | 293,0                 | links  | bij Stein                         |                                    |
| Kreuzbach               | 2421792  | 6,10        | 291,0                 | links  | bij Oberasbach                    |                                    |
| Bibert                  | 2421800  | 35,82       | 289,5                 | links  | bij Zirndorf/Oberasbach           | (tegenover Fürth-Weikershof)       |

## Economische betekenis
Ten noorden van Schwabach waren sinds de middeleeuwen en tot einde 19e eeuw talrijke houten watermolens actief die vooral voor de bevloeiing van de aanpalende velden dienden.
De Rednitz voorziet de elektriciteitscentrale Nürnberger Großkraftwerk Franken I van koelwater.
- Gemeinsame Normdatei: 4048896-2
- Virtual International Authority File: 244978025